# We Right Here
We Right Here – singel amerykańskiego rapera DMX-a. Promuje on album "The Great Depression". Wydany 28 sierpnia 2001 roku.
Podkład utworu został skomponowany przez Black Key. Do "We Right Here" powstał również klip, na którym gościnnie występuje wielu członków grup i wytwórni Bloodline Records, Full Surface i Ruff Ryders, między innymi Dee, The Lox i Swizz Beatz.
B-Side "We Right Here" to piosenka "You Could Be Blind". Gościnnie wystąpiła na niej Mashonda, a podkład skomponował Swizz Beatz.
Beat z utworu We right here został wykorzystany w produkcji niezależnego, polskiego rapera z ełckiego podziemia – Atasia – w utworze Freestyle (REMIX).

## Lista utworów

### Side A
1. "We Right Here" (LP) – 3:58
2. "We Right Here" (Instrumental) – 4:27

### Side B
1. "You Could Be Blind" (Radio)
2. "You Could Be Blind" (LP)
3. "You Could Be Blind" (Instrumental)

Multimedia: